# Still Night, Still Light
Still Night, Still Light es el tercer álbum del trío femenino de dream pop / synth pop / indie pop de Au Revoir Simone. Fue lanzado a la venta el 19 de mayo de 2009.

## Canciones incluidas
1. "Another Likely Story" - 4:39
2. "Shadows" - 4:03
3. "All or Nothing" - 4:28
4. "Knight of Wands" - 3:49
5. "The Last One" - 4:42
6. "Trace a Line" - 3:58
7. "Only You Can Make You Happy" - 4:58
8. "Take Me As I Am" - 2:23
9. "Anywhere You Looked" - 3:40
10. "Organized Scenery" - 3:13
11. "We Are Here" - 3:51
12. "Tell Me" - 4:11

## Vídeos musicales
1. "Shadows" - Lanzado el 8 de octubre de 2009
2. "Another Likely Story" - Lanzado el 4 de enero de 2010

- Datos: Q3499474